# 王言 (嘉靖庚戌進士)
王言（1525年—？年），字子大，陝西鞏昌府隴西縣人，軍匠籍，治《春秋》。

## 生平
三月十一日生，行一，由國子生中式陝西鄉試第二十五名舉人，會試中式第三百九名。年二十六歲中式嘉靖二十九年庚戌科第三甲第一百九十一名進士。

## 家族
曾祖王通；祖王銳，壽官；父王世福；母巨氏。具慶下，妻喬氏，弟心。